# Tomas Ress
Tomas Ress (* 22. August 1980 in Salurn, Südtirol) ist ein ehemaliger italienischer Basketballspieler. Nach dem Studium in den Vereinigten Staaten begann Ress seine Karriere als professioneller Spieler in der Lega Basket Serie A seiner italienischen Heimat. Seine erfolgreichste Zeit hatte Ress von 2007 bis 2014 bei Montepaschi Siena, mit denen er sechsmal in Folge italienischer Meister werden konnte, davon fünfmal in Kombination mit dem Gewinn des Pokalwettbewerbs „Coppa Italia“ als Double. Seit der Saison 2014/15 spielte Ress für den Erstligisten Umana Venedig, mit dem er als Mannschaftskapitän 2017 seinen insgesamt achten Meistertitel gewann.

## Karriere
Ress kam früh in die Nachwuchsmannschaften von Virtus Pallacanestro aus Bologna, dessen professionelle Herrenmannschaft Kinder damals zur europäischen Spitze zählte. In der Saison 1997/98 absolvierte Ress einen Kurzeinsatz in der höchsten italienischen Spielklasse Serie A1, bevor Kinder am Saisonende in der Play-off-Finalserie gegen den Vizemeister und Lokalrivalen Fortitudo Teamsystem die italienische Meisterschaft zum 14. Mal gewann. Angeführt von Antoine Rigaudeau und Predrag Danilović gewann man auch erstmals den FIBA Europapokal der Landesmeister 1998, in dem Nachwuchsspieler Ress beim Heimsieg gegen den damaligen deutschen Meister Alba Berlin einen Kurzeinsatz hatte. Anschließend ging Ress in die Vereinigten Staaten, wo er sich an der Champagnat Catholic School in Hialeah auf die Aufnahme eines Studiums vorbereitete. 1999 bekam er einen Studienplatz an der Texas A&M University, an der er für die Hochschulmannschaft Aggies damals in der Big 12 Conference der NCAA spielte. Erst 1996 dieser Conference beigetreten, blieben die Aggies während der vierjährigen Zeit von Ress in Texas weitgehend erfolglos. So blieb Ress am Ende seiner NCAA-Karriere 2003 auch im NBA-Draft 2003 von den Klubs der am höchsten dotierten Profiliga NBA unberücksichtigt.
Ress begann seine professionelle Karriere in der Saison 2003/04 beim italienischen Erstligisten Scavolini aus Pesaro. Die Mannschaft verlor das Pokalfinale in der Coppa Italia 2004 gegen Benetton Treviso und schied als Hauptrundenvierter in der Play-off-Halbfinalserie gegen die in den Play-offs ungeschlagene Mannschaft von Montepaschi Siena aus, die anschließend erstmals den Titel gewann. In der folgenden Saison trat Pesaro erstmals in der im Jahr 2000 geschaffenen EuroLeague als neuem höchstrangigen europäischen Vereinswettbewerb an, in der man in der Saison 2004/05 die Viertelfinal-Play-offs erreichte. Dort traf man auf Titelverteidiger Maccabi Tel Aviv, der sich nach zwei Siegen in zwei Spielen durchsetzen konnte und anschließend erneut den Titel gewann. Nachdem Pesaro in der Serie A auf dem neunten Platz die Play-offs verpasst hatte, wurde dem Verein am Saisonende aus wirtschaftlichen Gründen die Lizenz entzogen. Ress wechselte zum Meister Fortitudo Climamio zurück nach Bologna, wo er für Virtus seine Karriere begonnen hatte. Die Mannschaft schied jedoch in der Zwischenrunde der 16 besten Mannschaften der EuroLeague 2005/06 aus und verlor als Hauptrundenerster und Titelverteidiger auch die Finalserie der Meisterschaft gegen Benetton Treviso. Anfang Dezember 2006 wechselte Ress, der wie in Pesaro auch bei Fortitudo nicht über eine durchschnittliche Einsatzzeit von 15 Minuten pro Spiel hinausgekommen war, nach Reggio nell’Emilia zum Ligakonkurrenten Bipop Carire. Ress erhielt hier zwar größere Spielanteile, doch die Mannschaft verpasste auf dem vorletzten Tabellenplatz wegen des schlechteren direkten Vergleichs den Klassenerhalt.
Zur Saison 2007/08 wechselte Ress daher zum Meister Montepaschi nach Siena, der im Vorjahr seine zweite Meisterschaft gewonnen hatte. In den folgenden sechs Jahren, als Montepaschi alle Meisterschaften gewinnen konnte, gehörte er mit dem drei Jahre älteren Marco Carraretto zu den beständigsten Spielern des in Italien kaum bezwingbaren Meisters, auch wenn er wie Carraretto meist als Einwechselspieler von der Bank kam bei einer durchschnittlichen Einsatzzeit von etwa 10 bis 15 Minuten pro Spiel. In der EuroLeague 2007/08 erreichte Siena zum dritten Mal in der Vereinsgeschichte das Final Four, das man auf dem dritten Platz beendete. In der italienischen Meisterschaft verteidigte man den Titel nach nur drei Niederlagen in der regulären Saison und einer in der Finalserie. In der folgenden Saison 2008/09 gewann man nach dem Titelgewinn im nationalen Pokalwettbewerb „Coppa Italia“ erstmals das Double bei nur einer Niederlage in der Meisterschaft. Nach zwei Niederlagen in der Meisterschaft gewann Siena 2010 erneut das Double und verteidigte dies auch im folgenden Jahr, als man in der EuroLeague 2010/11 erneut den dritten Platz belegte. Nachdem der ehemalige Jugend- und Juniorennationalspieler Ress bei den Mittelmeerspielen 2001 bereits in der italienischen Herren-Nationalmannschaft debütiert hatte, hatte er im Sommer 2010 noch einmal zusammen mit Carraretto im Aufgebot der Auswahl bei der Qualifikation zum EM-Endrundenturnier 2011 gestanden. Nach erfolgreicher Qualifikation gehörte er dem Endrundenkader ein Jahr später jedoch nun nicht mehr an. Meister Siena schied wie 2009 gegen Titelgewinner Panathinaikos Athen bereits in den Viertelfinal-Play-offs der EuroLeague 2011/12 gegen den späteren Titelgewinner Olympiakos Piräus aus. Die finanziellen Mittel des Hauptsponsors waren anschließend weitgehend erschöpft und so reichte es in der EuroLeague 2012/13 nicht einmal mehr zur Teilnahme im Viertelfinale. Erst auf dem fünften Platz der regulären Saison erreichte die Mannschaft die Play-offs der italienischen Meisterschaft, in denen man in den ersten beiden Runden über die Maximaldistanz von sieben Spielen gehen musste, um letztendlich in der Finalserie zum fünften Mal in Folge das Double zu gewinnen. Anschließend brach die Mannschaft auseinander und Ress war einer der wenigen Spieler, die in Siena blieben. Schließlich kam es zu strafrechtlichen Ermittlungen gegen Vereinsverantwortliche wegen Unregelmäßigkeiten, die dazu führten, dass Siena 2014 die Lizenz für eine weitere Spielzeit entzogen wurde. Trotzdem erreichte der Titelverteidiger noch einmal die Finalserie der Meisterschaft, in der man gegen den Hauptrundenersten und Rekordmeister Olimpia Armani Mailand nach drei Siegen in Serie nur noch einen weiteren Sieg vom erneuten Titelgewinn entfernt war. Doch Mailand gewann die letzten beiden Spiele und nun verließ auch Ress nach Auflösung der Mannschaft den Verein und wechselte nach Venedig zur Reyer Umana.
Mit Venedig gewann er nach der dritten Spielzeit 2016/17 als Mannschaftskapitän in der Finalserie gegen Trient seinen siebten italienischen Meistertitel. Ress beendete seine Karriere nach Ende der Spielzeit 2017/18 bei Umana Reyer Venezia mit dem Erreichen des Playoff Halbfinales nach 622 Spielen in der Serie A mit 2166 erzielten Punkten sowie nach 160 Spielen in der EuroLeague und 32 Einsätzen in der italienischen Basketballnationalmannschaft. Er gewann in seiner zwanzigjährigen Karriere als Spieler achtmal den italienischen Meistertitel, sechsmal den italienischen Supercup, fünfmal den italienischen Pokal und einmal den Europe Cup.